# Соколов, Вячеслав Фёдорович
Вячеслав Фёдорович Соколов (род. 11 декабря 1944 года, Москва) — советский и российский тренер по лёгкой атлетике. Заслуженный тренер СССР (1991). Заслуженный работник физической культуры Российской Федерации (1997).

## Биография
Вячеслав Фёдорович Соколов родился 11 декабря 1944 года в Москве. В 1973 году окончил Московский областной педагогический институт имени Н. К. Крупской. Занимался тройным прыжком под руководством Витольда Анатольевича Креера.
Был тренером группы прыгунов в длину и тройным сборной СССР на Олимпиаде 1988 года и сборной России на Олимпиаде 1996 года. С 1989 года — тренер ШВСМ г. Москвы. Работал в Центре спортивной подготовки «Луч».
Наиболее известными спортсменами среди его воспитанников являются:
- Галина Чистякова — бронзовый призёр Олимпиады 1988 года, чемпионка мира в помещении 1989 года, четырёхкратная чемпионка Европы в помещении (1985, 1989, 1990)[3],
- Инна Ласовская — серебряный призёр Олимпиады 1996 года, чемпионка мира в помещении 1997 года, чемпионка Европы в помещении 1994 года[4],
- Александр Коваленко — бронзовый призёр Олимпиады 1988 года,
- Иоланда Чен — чемпионка мира в помещении 1995 года,
- Дмитрий Багрянов — чемпион Европы в помещении 1992 года[1],
- Игорь Спасовходский — чемпион Европы в помещении 2005 года[5],
- Павел Караваев — серебряный призёр чемпионата Европы среди молодёжи 2009 года,
- Кирилл Сухарев — бронзовый призёр чемпионата Европы среди молодежи 2013 года[6].
- Евгений Плотнир — бронзовый призёр Универсиады, победитель Кубка Европы в помещении[7].
- Алексей Мусихин — чемпион России в прыжках в длину и тройных прыжках[8].

## Награды и звания
- Почётное звание «Заслуженный тренер СССР» (1991).
- Почётное звание «Заслуженный работник физической культуры Российской Федерации» (1997)[9].